# Allen Trimble
Allen Trimble foi um político estadunidense de Ohio, exercendo como governador desse estado por dois mandatos.